# Nemico pubblico (film 1998)
Nemico pubblico (Enemy of the State) è un film del 1998 diretto da Tony Scott.

## Trama
Verso la fine degli anni '90 il Congresso degli Stati Uniti lavora per far passare una nuova legge che espande radicalmente il potere di sorveglianza sulle persone da parte delle agenzie di intelligence. Molti politici, movimenti e gruppi no-profit sono contrari, anche un membro del congresso, Phil Hammersley, poiché crede che distruggerebbe quasi totalmente la privacy dei cittadini.
L'ufficiale della NSA Thomas Reynolds incontra Hammersley in un parco per convincerlo ad approvare la legge; di fronte al netto rifiuto lo fa drogare dai suoi scagnozzi e lo fa uccidere, dopodiché lo spinge in un lago dentro la sua auto, per farlo sembrare un incidente causato dalla droga. L'ufficiale però non si accorge di una videocamera installata dal ricercatore Daniel Zavitz, che ha ripreso l'intero incidente. Zavitz scopre l'omicidio, trasferisce il filmato su un dischetto e ne informa un giornalista. Reynolds viene a conoscenza del filmato e spedisce un team per recuperarlo. Mentre fugge, Zavitz incontra un vecchio amico di college, l'avvocato Robert Clayton Dean, e mette di nascosto il dischetto in uno dei sacchetti dell'amico. Subito dopo viene ucciso da un camion; poi anche il giornalista viene eliminato.
Quando la NSA scopre che Dean potrebbe avere il video, un team irrompe nella sua casa e installa un impianto di sorveglianza, senza però trovare nulla. Allora si diffonde la falsa notizia che Dean passa delle informazioni riservate a Rachel Banks, un'ex fidanzata. La menzogna, ripresa dai media, sconvolge la vita di Dean: viene licenziato, il suo conto corrente viene congelato e sua moglie lo sbatte fuori di casa. Inseguito dalla NSA, Dean incontra Rachel Banks che organizza un incontro con Brill, uno dei suoi contatti segreti. Egli è un agente della NSA in pensione, il cui vero nome è Edward Lyle, che aiuta Dean a liberarsi di ogni dispositivo di localizzazione che ha indosso a sua insaputa.
Gli agenti della NSA uccidono la Banks e incolpano Dean dell'omicidio. Lyle recupera il video dell'omicidio di Hammersley, ma esso viene distrutto durante una fuga dai raid della NSA. Si scopre che Lyle faceva l'esperto in comunicazione per la NSA: era in Iran nel 1979 prima della rivoluzione Iraniana, ma quando scoppiò la rivoluzione, riuscì a fuggire dal paese, mentre il suo partner, il padre di Rachel, venne ucciso. Da quel momento vive nascondendosi, avendo finto di morire durante la rivoluzione.
Dean e Lyle seguono un altro membro del Congresso, Sam Albert, e lo riprendono mentre ha un incontro sessuale con la sua assistente; poi Lyle deposita $140.000 sul conto corrente di Reynolds per far credere che egli riceva tangenti. Lyle contatta Reynolds per dirgli che ha un video dell'omicidio di Hammersley e gli chiede di incontrarsi. Dean dice che la registrazione è nelle mani del boss mafioso Paulie Pintero, il cui ufficio è sotto sorveglianza dell'FBI. Dean, Reynolds e il team della NSA si dirigono al ristorante di Pintero, dove avviene uno scontro a fuoco nel quale perdono la vita dei mafiosi, Reynolds e diversi membri della NSA.
Dean e Lyle fuggono, l'FBI scopre il complotto dietro la legislazione e il Congresso è costretto ad abbandonare il piano di passaggio per evitare uno scandalo nazionale, per coprire il coinvolgimento della NSA e prevenire un'enorme sommossa contro l'agenzia. Dean è scagionato e si ricongiunge con la moglie, mentre Lyle scappa verso un paese tropicale.

## Produzione
Mel Gibson e Tom Cruise furono presi in considerazione per il ruolo di protagonista, poi assegnato a Will Smith. Anche George Clooney fu tenuto in conto.
Sean Connery era stato valutato per il ruolo di Edward Lyle, ma la parte fu data a Gene Hackman.